# Rīgas Melnais balzams

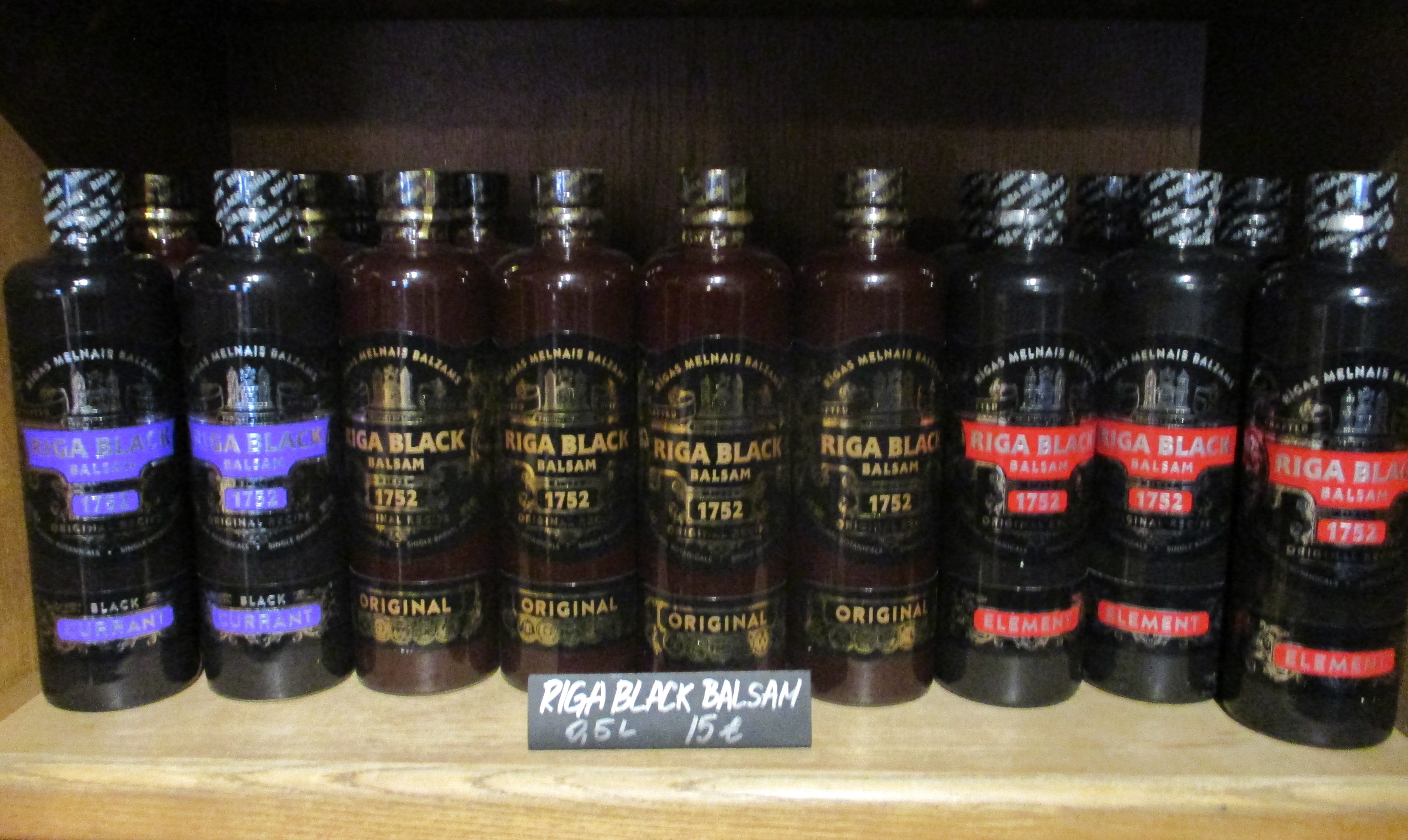

Rīgas Melnais balzams, nazývaný také jen Rīgas balzams a česky Rižský černý balzám nebo Rižský balzám, je tradiční lotyšský likér skládající se z 24 různých druhů bylinných přísad smíchaných ve 45 % vodce. Tento likér je obecně považován za krále lotyšských likérů, je černý a velmi hořký.
Byl původně navržen roku 1752 jako lék lékárníkem Abrahamem Kunze žijícím v Rize, navazoval ovšem na dlouhou tradici výroby takových nápojů; podle pověsti vyléčil ruskou carevnu Kateřinu II. Velikou, která během návštěvy Rigy onemocněla.
Dá se pít teplý v čaji nebo kávě nebo studený jako přísada v míchaných nápojích nebo na zmrzlinových pohárech nebo samozřejmě i samostatně.
Základní varianta má obsah alkoholu 45 % a vyváženou hořkou chuť, další varianty s příchutěmi mají vesměs nižší obsah alkoholu.